# مانتوا (يوتا)
مانتوا (بالإنجليزية: Mantua, Utah)‏ هي بلدة تقع بولاية يوتا في الولايات المتحدة. تأسست عام 1863، تبلغ مساحتها 14.5 (كم²)، وترتفع عن سطح البحر 1585 م، بلغ عدد سكانها 673 نسمة في عام 2012 حسب إحصاء مكتب تعداد الولايات المتحدة وتصل الكثافة السكانية فيها 62.8 نسمة/كم2.

## وصلات خارجية
- The US50 - Cities and Towns in Utah State
- Utah Cities and Towns, Facts, Map, Flag, Colleges, Government, and More